# Șibot
Șibot (in ungherese Alkenyér, in tedesco Unter-Brodsdorf), è un comune della Romania di 2 489 abitanti, ubicato nel distretto di Alba, nella regione storica della Transilvania.
Il comune è formato da un insieme di 4 villaggi: Băcăinți, Balomiru de Câmp, Sărăcsău, Șibot.
La località viene citata per la prima volta, con il nome Keuyer, in un documento del 1281.
Il più importante avvenimento storico che abbia avuto luogo nell'area dell'attuale Șibot fu la cosiddetta battaglia del Campo del Pane, avvenuta il 13 ottobre 1479 durante la guerra condotta da Mattia Corvino contro l'Impero ottomano, nella quale si distinse Pavel Chinezul, tuttora ricordato con un busto collocato nella stazione ferroviaria.

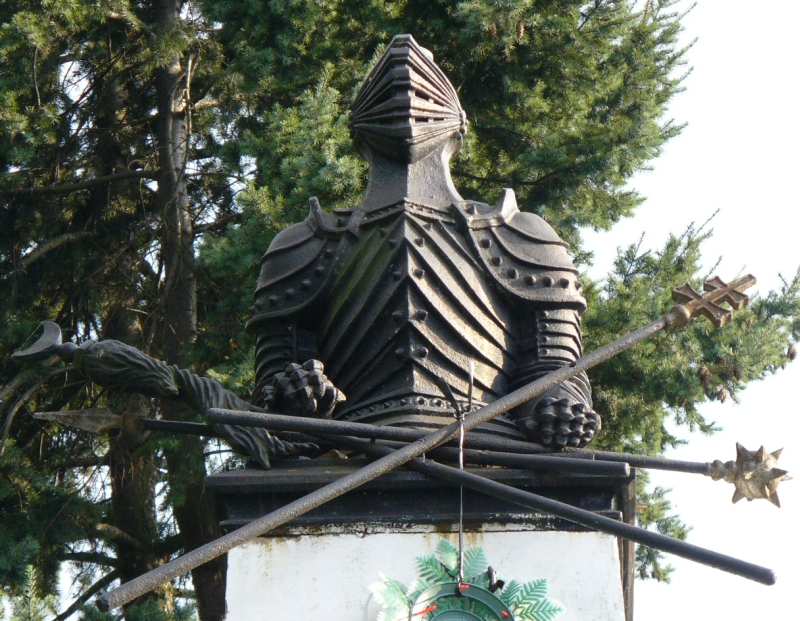
Busto di Pavel Chinezul nella stazione ferroviaria di Șibot